# Livres sibyllins
Ne doit pas être confondu avec Oracles sibyllins.

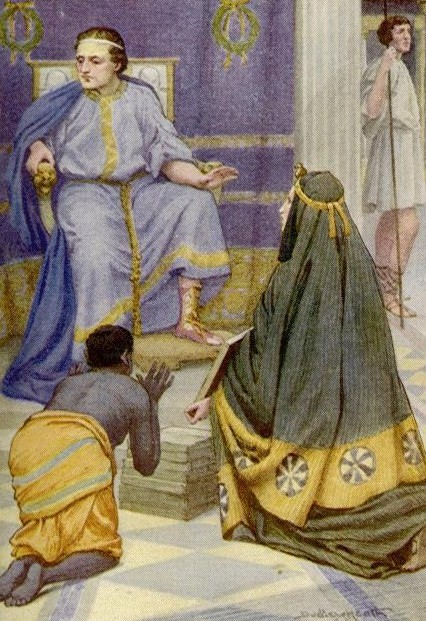
La sibylle de Cumes présente les livres sibyllins au roi Tarquin le Superbe (illustration d'un livre scolaire anglais, 1912).

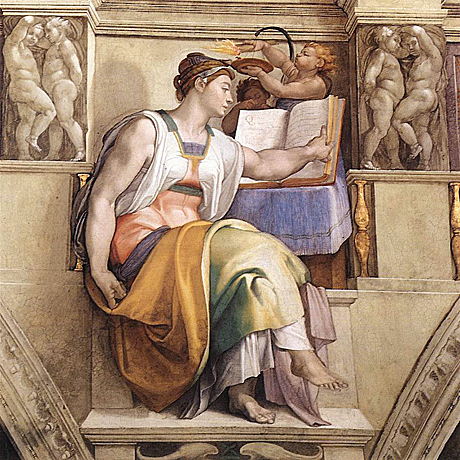
représentation de la Renaissance d'une consultation des livres sibyllins

Les livres sibyllins sont un recueil d'oracles grecs conservé à Rome durant l'Antiquité. Les dirigeants romains chargeaient des prêtres spécialisés de leur consultation, pour déterminer la conduite à tenir lors de phénomènes extraordinaires, qualifiés de prodiges ou de menaces graves contre Rome.

## Histoire
Selon une tradition rapportée par Aulu-Gelle, ils auraient été achetés à une sibylle par le roi Tarquin le Superbe.
Sous la République, les livres dans leur forme finale étaient au nombre de trois, et se composaient d'environ trois mille hexamètres grecs, déposés au temple de Jupiter capitolin, maître des signes.
Pendant la guerre sociale (entre 91 et 89 av. J.-C.), un incendie au Capitole détruisit les exemplaires des livres sibyllins. Pour les reconstituer, on fit rechercher les prophéties de la sibylle enregistrées à Samos, à Ilion, à Érythrée, dans les colonies grecques d’Italie, en Afrique et en Sicile. Un millier de vers grecs furent rapportés. Les prêtres firent ensuite un tri pour ne retenir que les prophéties qui leur paraissaient véritables. Sur l'ordre d'Auguste, les livres sibyllins furent à nouveau contrôlés et expurgés, et transférés au temple d'Apollon Palatin,. Ce tri se comprend aisément vu les précédents d'influence politique fâcheuse de certaines prédictions.
À la fin de l’Empire romain d'Occident, probablement lors des mesures antipaïennes promulguées par Honorius à partir de 404, les chrétiens s’emparèrent des livres sibyllins et les brûlèrent. Rutilius Namatianus, préfet de Rome en 417, dénonce Stilicon comme l’instigateur de cette action sacrilège. Cependant aucun autre auteur antique n'accuse Stilicon, y compris les auteurs les plus hostiles au christianisme tel Zosime.

## Procédure de consultation
La procédure de consultation des livres sibyllins est assez mal connue. Celle en vigueur à la fin de la République est reconstituée à partir de deux passages de Cicéron et de Denys d'Halicarnasse, et confirmées par deux oracles tirés du Livre des merveilles de Phlégon,. La consultation fut d’abord confiée à un collège de deux prêtres, nombre qui s’accrut par la suite pour atteindre quinze membres sous l’Empire, qu'on appela alors les quindecimviri sacris faciundis.
Les livres sibyllins ne sont consultés qu'à la suite d'un prodige (ou présage) grave. Convoqué par un magistrat, le Sénat charge les prêtres de la consultation des livres, qu'ils effectuent à huis clos, assistés de deux esclaves publics. Cicéron évoque la formation d'acrostiches en prenant les initiales de chaque vers sibyllin, l'un après l'autre. Développant l'indication de Cicéron, le philologue allemand Wilhelm Hertzberg (en) suppose que les prêtres construisaient un acrostiche à partir du mot grec désignant le prodige, par exemple Λοιμός, traduction de pestis (épidémie de peste), en sélectionnant soit les vers commençant par les lettres du prodige, soit un vers dont les initiales de mots formaient les lettres de ce prodige. Selon Hermann Diels, suivi par Georg Wissowa, les deux exemples donnés par Phlégon de Tralles corroborent ce procédé d'acrostiche associant des vers sibyllins au mot grec désignant le prodige. Les vers retenus, associés au prodige par cette lecture, servent ensuite à élaborer une recommandation particulière.
Les prêtres retranscrivent l'oracle identifié sous la forme d'un édit qu'ils transmettent au Sénat. Cette réponse est lue au Sénat, qui statue ensuite sur l'opportunité de sa publication. Le cas échéant, le Sénat charge les consuls d'appliquer les recommandations de l'oracle. Elles suggèrent des expiations extrêmement diverses, sur lesquels statuent les pontifes. Il s'agit de savoir quels sacrifices, quelles cérémonies ou quelles offrandes doivent être exécutés, et par qui, magistrats, quindecimviri, matrones ou jeunes filles. Exceptionnellement, de nouveaux dieux étaient ajoutés aux cultes romains, comme celui de la Magna Mater.

## Liste (non exhaustive) des consultations de livres sibyllins
- 399 av. J.-C. : À un hiver glacial succède un été chaud et malsain qui fait beaucoup de victimes. Le Sénat fait consulter les livres sibyllins, qui préconisent des lectisternes - repas que l'on offrait aux dieux dans certaines solennités - pour apaiser la colère de ceux-ci. Ce furent les premiers lectisternes organisés à Rome, en l’honneur d'Apollon, Latone, Diane, Hercule, Mercure et Neptune[19].
- 348 av. J.-C. : Tandis qu'une épidémie frappe Rome, la consultation des livres sibyllins préconise des lectisternes[20].
- 295 av. J.-C. : On annonça qu'il avait plu de la terre et que, dans l'armée d'Appius Claudius, un très grand nombre d'hommes avaient été foudroyés. Pour cela on consulta les livres. Un temple fut construit pour Vénus près du Circus Maximus[21].
- 293 av. J.-C. : Une peste ravage à la fois la ville et la campagne. Ce désastre est extraordinaire et l'on consulte les livres sibyllins pour savoir quelle fin ou quel remède les dieux indiquaient à ce fléau. On trouve dans ces livres qu'il fallait faire venir Esculape d'Épidaure à Rome, mais les consuls étant occupés par la guerre rien n'est exécuté, sauf un jour de prières publiques à Esculape[22].
- Les Ludi Florales, ou Jeux de Flore, furent institués en 238 ou 240 av. J.-C. après consultation des livres sibyllins.
- 216 av. J.-C. : Lors de la deuxième guerre punique, après le désastre de Cannes, on consulte les livres sibyllins et on tente d'apaiser les dieux par un sacrifice extraordinaire, en enterrant vivants au forum Boarium un couple de Gaulois et un couple de Grecs[23].
- 204 av. J.-C. : Interprétant les indications des livres sibyllins, une ambassade romaine rapporte de Pessinonte une représentation de Cybèle et installe son culte à Rome.
- 193 av. J.-C. : Des tremblements de terre répétés amènent à consulter les Livres, qui préconisent trois jours de supplications[24].
- 63 av. J.-C. : Croyant à une prédiction des livres sibyllins selon laquelle trois Cornelius domineraient Rome, P. Cornelius Lentulus Sura prend part à la conjuration de Catilina[25].
- Vers 55 av. J.-C. : Alors que les Romains débattent sur l'éventuel soutien à apporter pour rétablir le roi d'Égypte Ptolémée XII sur son trône, la statue de Jupiter des Monts Albains est touchée par la foudre. La consultation des Livres indique : « Si le roi d'Égypte vient vous demander du secours, ne lui refusez pas votre amitié ; mais ne lui accordez aucune armée : sinon, vous aurez à supporter des fatigues et des dangers. » Toutefois, le Sénat refuse toute assistance, craignant que Pompée n'en profite pour accroître son influence[16].
- 44 av. J.-C. : Une prédiction des livres sibyllins affirmant que seul un roi pourrait triompher des Parthes accrédite la rumeur d'aspiration de Jules César à la royauté[26].
- Après d’importantes inondations du Tibre, submergeant les parties basses de Rome, un des prêtres proposa la consultation des livres sibyllins, mais Tibère refuse, préférant, selon Tacite, garder secrètes les choses divines[27].
- 38 : Après divers prodiges[28], on consulta les livres sibyllins qui ordonnent de porter la statue de Cybèle à la mer pour la purifier.
- En 64 pendant le grand incendie de Rome, au vu des livres sibyllins, on procéda à des supplications adressées à Vulcain, à Cérès et Proserpine, et à Junon[29].
- 270 : Consultation des livres sibyllins après la défaite romaine à Plaisance contre les Marcomans. Ils recommandent des cérémonies expiatoires[30],[31].
- 312 : Maxence consulte les livres sibyllins, avant d’affronter Constantin Ier[32].
- 363 : Julien, qui prépare en Orient son expédition contre les Perses, fait consulter les livres sibyllins. La réponse reçue par courrier depuis Rome « défendait manifestement de franchir la frontière cette année-là »[33].